# Xabanqara
|  | Per a altres significats, vegeu «Fadlawàyhides». |

Els xabanqara (Xabankara) foren una tribu kurda de la Pèrsia meridional que van donar nom a una regió a l'edat mitjana. Marco Polo els esmenta com Soncara. Modernament la tribu viu al Fars i als comtats de Jahrum i Bu Xahr hi ha poblacions amb aquest nom. La capital de la regió fou Ig, i estava dividida en sis districtes i entre les poblacions principals: Zarkan, Ixtabanan, Burk, Tarum, Khayra, Nayriz, Kurm, Runiz, Lar i Darabgird. El territori era força fèrtil i generava molts ingressos en el temps del seljúcides.
La tribu estava formada per cinc clans o grups: ismailis, ramanis, karzuwis, masudis i xakanis; eren ramaders i guerrers; els seus caps deien ser descendents d'Artaxerxes I. Es diu que el rei sassànida Isdigerdes III es va refugiar entre els xabanqara durant la invasió musulmana. Però no tenen història escrita i no s'esmenten fins al segle xi quan el general gaznèvida Taix Farraix els va expulsar de la rodalia d'Esfahan (1041) i es van replegar al sud; rebutjats pels buwàyhides van emigrar a la regió de Darabgird. El xeic dels ismailis era el més poderós però al segle xi conflictes en aquesta tribu van portar al seu cap Salk ibn Muhammad ibn Yahya va cridar en ajut al cap dels ramanis, Fadluya o Fadlawayh. Hasuya ibn Salk va succeir al seu pare però l'hegemonia es va traspassar als ramanis. Els kazrzuwis pel seu cantó van obtenir dels buwàyhides (ja en decadència), la cessió de Kazerun de la que foren expulsats per l'atabeg Čawuli en la seva expedició al Fars (regió que després va governar); el xeic karzuwi va servir al senyor dels ramanis; els masudis que dominaven a Firuzabad i Xapur Kura van agafar certa importància però el xeic Amiruya fou derrotat per Abu Sad dels karzuwis; Čawuli, ja amo de Fars va nomenar Vixtasf ibn Amiruya com a governador de Firuzabad. Els xakanis no van tenir cap importància i el grup només va actuar com a bandits a la zona de la costa; van reconèixer a Čawuli.
Els xabanqara van tenir importància sota els ramadi, amb una dinastia coneguda com a fadlawàyhida pel seu cap Fadlawayh que va durar de 1256 a 1314 o 1354 i amb cert poder local fins a final del segle o potser fins a 1424. Pir Muhammad de Fars hi va passar per anar a la conquesta de Kirman el 1405. El 1415 Xah Rukh hi va enviar a l'amir Xah Malik amb deu mil homes Posteriorment foren una tribu menor kurda.